# Spindasis hypargyros
Spindasis hypargyros är en fjärilsart som beskrevs av Butler 1886. Spindasis hypargyros ingår i släktet Spindasis och familjen juvelvingar. Inga underarter finns listade i Catalogue of Life.